# Erika von Thellmann

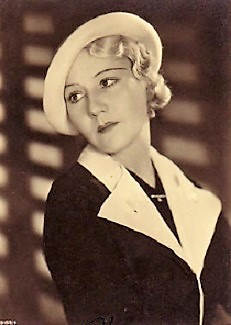
Erika von Thellmann

Erika von Thellmann (geboren als Erika Anna Luise Thellmann von Sebes, * 31. August 1902 in Leutschau, Österreich-Ungarn; † 27. Oktober 1988 in Calw) war eine österreichisch-deutsche Schauspielerin.

## Leben
Die Tochter eines k.u.k.-Offiziers wuchs großenteils in Ragusa (heute Dubrovnik) auf, das sie mit Beginn des Ersten Weltkriegs verließ. In Cannstatt besuchte sie die Realschule und nahm ab 1918 Schauspielunterricht. Mit dem österreichischen Adelsaufhebungsgesetz hieß sie ab 1919 Erika Thellmann. Sie debütierte 1919 am Württembergischen Landestheater Stuttgart als „Rautendelein“ in der Versunkenen Glocke von Gerhart Hauptmann. Im Jahr darauf wechselte sie an das Deutsche Theater Berlin, wo sie in den folgenden Jahren zum Ensemble gehörte und als Soubrette bekannt wurde. Gastspiele führten sie an verschiedene andere Bühnen, darunter an die Wilde Bühne und 1928 auch nach New York.
Erika von Thellmann trat frühzeitig im Stummfilm in Erscheinung, doch erst im fortgeschrittenen Alter wurde sie in zahlreichen Nebenrollen zu einer bekannten Figur des deutschen Spielfilms. Sie spielte, mit Tendenz zur Komik, liebenswerte, oft aber etwas törichte oder weltfremde Damen. Mit etwa 160 Filmrollen, davon allerdings viele Kurzauftritte, gehört Erika von Thellmann zu den meistbeschäftigten deutschsprachigen Filmschauspielerinnen. Sie stand 1944 in der Gottbegnadeten-Liste des Reichsministeriums für Volksaufklärung und Propaganda.
Sie setzte daneben ihre Theaterlaufbahn fort und gastierte nach dem Krieg unter anderem an der Kleinen Komödie in München und an der Komödie am Kurfürstendamm in Berlin. Zuletzt wirkte sie auch in Fernsehfilmen mit. 
Von 1929 bis 1934 war Erika von Thellmann mit dem Opernsänger Tino Pattiera verheiratet und ab 1935 in zweiter Ehe mit dem Arzt Helmut Römer (* 1900 Cannstatt; † 1989 Calw), dem Besitzer des Sanatoriums Hirsau. Das Paar hatte drei Kinder, das gemeinsame Grab befindet sich auf dem Friedhof Hirsau in Calw.

## Filmografie
- 1921/23: Das goldene Haar
- 1923: Der steinerne Reiter
- 1935: Die törichte Jungfrau
- 1935: Der grüne Domino
- 1935: Der Ammenkönig
- 1935: Ehestreik
- 1936: Weiberregiment
- 1936: Mädchenpensionat
- 1936: Susanne im Bade
- 1937: Ihr Leibhusar
- 1937: Der Unwiderstehliche
- 1938: Liebesbriefe aus dem Engadin
- 1938: Rätsel um Beate
- 1938: Geld fällt vom Himmel
- 1938: Der Fall Deruga
- 1939: Opernball
- 1939/41: Frauen sind doch bessere Diplomaten
- 1940: Bal paré
- 1940: Rosen in Tirol
- 1940: Frau nach Maß
- 1941: Carl Peters
- 1941: Die Nacht in Venedig
- 1942: Rembrandt
- 1942: Du gehörst zu mir
- 1942/44: Philharmoniker
- 1943: Abenteuer im Grandhotel
- 1943: Kohlhiesels Töchter
- 1943: Der verzauberte Tag
- 1944: Junge Herzen
- 1944: Spiel
- 1944/48: Im Tempel der Venus
- 1945: Sag’ die Wahrheit (unvollendet)
- 1948: Morgen ist alles besser
- 1949: Eine große Liebe
- 1949: Königskinder
- 1949: 12 Herzen für Charly
- 1950: Alles für die Firma
- 1950: Der Geigenmacher von Mittenwald
- 1950: Küssen ist keine Sünd
- 1950: Eine Nacht im Séparée
- 1951: Mutter sein dagegen sehr!
- 1951: Drei Kavaliere
- 1951: Weh’ dem, der liebt!
- 1952: Der Weibertausch
- 1952: Fritz und Friederike
- 1952: Toxi
- 1952: Ich heiße Niki
- 1953: Staatsanwältin Corda
- 1953: So ein Affentheater
- 1953: Ein tolles Früchtchen
- 1954: Ball der Nationen
- 1955: Die spanische Fliege
- 1955: Der doppelte Ehemann
- 1955: Oh – diese „lieben“ Verwandten
- 1955: Ihr erstes Rendezvous
- 1956: Frucht ohne Liebe
- 1956: Zärtliches Geheimnis
- 1956: Das Liebesleben des schönen Franz
- 1956: Das Sonntagskind
- 1956: Die Stimme der Sehnsucht
- 1957: Schütze Lieschen Müller
- 1957: Das Mädchen ohne Pyjama
- 1957: Mit Rosen fängt die Liebe an
- 1958: Mein ganzes Herz ist voll Musik
- 1959: Ein Engel auf Erden
- 1959: Mein Freund Harvey (TV)
- 1960: Ein Student ging vorbei
- 1960: Der brave Soldat Schwejk
- 1961: Bankraub in der Rue Latour
- 1961: So liebt und küßt man in Tirol
- 1962: Der verkaufte Großvater
- 1963: Die lustigen Vagabunden
- 1963: Moral 63
- 1964: Vorsicht Mister Dodd
- 1964: Jazz und Jux in Heidelberg
- 1964: Die schwedische Jungfrau
- 1965: Onkel Toms Hütte
- 1965: Tatort (TV)
- 1971: Willi wird das Kind schon schaukeln
- 1971: Der trojanische Sessel (TV)
- 1973: Scheibenschießen (TV)
- 1973: Der Kommissar: Sommerpension (Fernsehserie, 1 Folge)
- 1979: …es ist die Liebe (TV)

## Hörspiele (Auswahl)
- 1965: Hans Gruhl: Fünf tote alte Damen – Regie: Curt Goetz-Pflug (SFB/WDR)
- 1969: Dylan Thomas: Unter dem Milchwald – Regie: Raoul Wolfgang Schnell (Original-Hörspiel – BR/WDR)